# Sharp LH0080

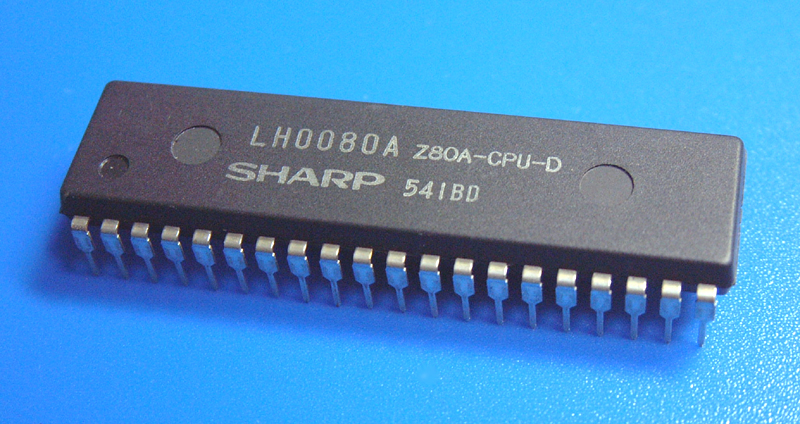
Sharp's LH0080A Z80 clone

Lo Sharp LH0080 è un microprocessore totalmente compatibile con la versione originale NMOS del processore Zilog Z80.
È stato usato in vari home computer e personal computer prodotti dalla Sharp e da altri produttori di computer giapponesi.
È stato impiegato nella serie di home computer Sharp MZ.